# 田淵俊彦
田淵 俊彦（たぶち としひこ、1964年（昭和39年）3月1日 - ）は、日本の映像作家、演出家、ジャーナリスト、プロデューサー。現在は桜美林大学芸術文化学群ビジュアル・アーツ専修教授。宝塚大学東京メディア芸術学部非常勤講師、相模女子大学人間社会学部非常勤講師を兼任している。
テレビ東京で37年間にわたり番組制作を手掛け、テレビ東京制作（PROTX）出向時には、他局の番組制作にもかかわった。「映像の無限のチカラ」を実践化するために、映像を通じてさまざまな情報発信をする会社、株式会社35produceを設立。日本文藝家協会正会員、日本映像学会正会員、芸術科学会正会員、日本フードサービス学会正会員、放送批評懇談会正会員。

## 略歴
兵庫県龍野市（現・たつの市）生まれ。慶應義塾大学法学部法律学科卒業後、テレビ東京に入社。
1990年頃から25年以上、海外ドキュメンタリーを中心に映像制作活動を続けている。ヒマラヤに魅せられ、様々な秘境を訪れ、現在では95か国を越える。「生きるとは何か」など人間にとって根本的・普遍的なテーマ、壮大なテーマを描く手法には定評がある。テレビ朝日の大谷映芳、日本テレビの千野克彦らと「ポスト牛山純一」時代の「紀行」「海外」「民族誌」ドキュメンタリーを牽引したひとりである。
中尾佐助が提唱した照葉樹林文化論を基盤とする壮大なる映像誌「日本人の源流シリーズ」を発表し映像人類学の発展に寄与するとともに、後世の映像ドキュメンタリストたちに少なからぬ影響を与えた。横浜にある放送ライブラリーには放送作品が13本収蔵されている。その後、20年にわたる紀行ドキュメンタリーの集大成として映像集「世界秘境全集」（第一集・第二集　計12巻）を発表した。次世代の若者への教育にも積極的で、テレビ東京在籍時にも大学などの場で「ドキュメンタリー論」「プロデューサー論」「コミュニケーション論」「メディア論」「メディア・リテラシー」「博物館情報・メディア論」「キャリアデザイン」「放送概論」「グローバルメディア論」「コンテンツ・プロデュース」「エンターテイメント産業論」などの講義を行っている。
近年は、「メディアテクノロジー」としてのテレビジャーナリズムの観点から、ドキュメンタリー番組を媒介として様々な社会問題の解決方法を模索する研究を行っている。「高齢初犯」「ストーカー問題」「発達障害と犯罪の関わり」などのテーマを“加害者側から”アプローチする「加害者研究」の手法に番組制作や著書を通して果敢に挑み「ジャーナリズム・スタディーズを模索するとともに、「ドラマ」と「ドキュメンタリー」という二つのメディアテクストにおける「インテリジェンス（情報）」の在り方についても実務を通した実践的、実証的な研究を続け、これらに関する論文の発表を精力的に行っている。このほか、日本映像学会の分科会として映像人類学研究会を創立しその代表者を務めるなど、紀行ドキュメンタリーと民族誌映像の協働の模索を積極的に行うとともに、「ジェンダー」や「ハラスメント」、「マイノリティ」、「ダイバーシティ」、「インクルージョン」、「トランスナショナリズム」などの社会学的な研究にも領域を広げ、映像からのアプローチによる検証を続けている。

## 人物
- 血液型はAB型。
- 詩吟4段（摂南流）、書道5段である。
- 大学では法学部法律学科を専攻。ゼミは宮沢浩一ゼミ（刑法・被害者学・少年法・死刑存廃論・刑事政策・犯罪学）に所属し、サークルは、十八人会（司法試験対策サークル）に在籍し法曹界を目指していた。
- 学部のゼミと同時に、新聞研究所（現メディア・コミュニケーション研究所）に所属。岩男寿美子ゼミ（メディア論）に在籍していた。
- 両親が教師であったため教職を勧められたが、悩んだ末にメディアへの道を選び[11]、宮沢ゼミや岩男ゼミのOBへの訪問の影響で、テレビ界を目指すようになった。
- テレビ東京に入社当時は、旅番組『いい旅・夢気分』のADをやっていたが、その後は主に歌番組を担当。『にっぽんの歌』ほか、『ヤンヤン歌うスタジオ』『あぶない少年』などアイドル番組のADを経て、『ポップシティX』『歌のビッグファイト!』『SOUND GIG』などのディレクターとなる。
- 長い間、光GENJI、男闘呼組、忍者、などのジャニーズ事務所の担当をやっていた。『あぶない少年』のロケ合宿では、SMAPに勉強を教えていた。
- チベットを訪れたことがきっかけで、ドキュメンタリーの世界に入る[12]。
- 自らが企画した番組の場合は、プロデュースと演出を兼務することが多い。
- モンテッソーリ教育に興味が深く、同教育を実践している横浜の銀嶺幼稚園などで講演活動も行っている。
- 現在、非常勤講師を務めている文教大学以外に、東京工科大学[13]、筑紫女学園大学などで特別講師を行った。
- 俳優の片岡鶴太郎と親交が深い[14]。
- ヴァイオリニスト・作曲家・音楽家のツルノリヒロ（都留教博）とは、20年、20作品以上の付き合いである[15] 。
- 俳優の役所広司を兄のように慕っていて[16]、ドキュメンタリー作品でタッグを組むことが多い[17][18]。著書『秘境に学ぶ幸せのかたち』の帯には、役所が推薦文を寄せている[19]。
- ディジュリドゥ奏者のKNOBを弟のように気にし、ステージをサポートすることが多い[20][21]。
- 「趣味は無い」と公言しているように、ほとんどの時間仕事をしていると思われる[22]。

## 主な放映・上映作品(新作順)
- 2024年1月⁻3月 テレビ東京ドラマ8「ジャンヌの裁き」(脚本：泉澤陽子・大北はるか・いとう菜のは)企画協力・アドバイザー‐主演；玉木宏
- 2023年4月-6月-テレビ東京ドラマ8「弁護士ソドム」(脚本：泉澤陽子・三浦駿斗)プロデュース‐主演；福士蒼汰[23]
- 2023年3月-テレビ東京ドラマスペシャル「ペルソナの密告 3つの顔をもつ容疑者」(脚本：大北はるか)プロデュース‐主演；沢村一樹[24]
- 2023年2月-NHK BSプレミアム「もうひとりの渋沢～孫・敬三が挑んだ改革」制作統括‐ナビゲーター；吉沢亮[25]
- 2022年1月-テレビ東京新春ドラマスペシャル「優しい音楽～ティアーズ・イン・ヘヴン 天国のきみへ」(脚本：岡田惠和)プロデュース‐主演；土屋太鳳[26]
- 2021年10月‐テレビ東京月曜プレミア8「小杉健治サスペンス当番弁護士　梶原藤子の事件ファイル～鬼子母神の女」(原作：小杉健治)プロデュース‐主演；松下由樹[27]
- 2021年1月-テレビ東京新春ドラマスペシャル「人生最高の贈りもの」(脚本：岡田惠和)プロデュース‐主演；石原さとみ[28]
- 2020年6月‐テレビ東京月曜プレミア8「小杉健治サスペンス当番弁護士　梶原藤子の事件ファイル」(原作：小杉健治)プロデュース‐主演；松下由樹[29]
- 2020年3月‐テレビ東京ドラマスペシャル「あまんじゃく 元外科医の殺し屋 最後の闘い」(原作：藤村いずみ)プロデュース‐主演；唐沢寿明[30]
- 2020年1月‐テレビ東京ドラマスペシャル「ハラスメントゲーム～秋津VSカトクの女」(原作・脚本：井上由美子)プロデュース‐主演；唐沢寿明[31]
- 2019年3月‐テレビ東京開局55周年特別企画 ドラマスペシャル 山崎豊子原作「二つの祖国」（原作：山崎豊子「二つの祖国」）プロデュース-主演；小栗旬[32]
- 2018年9月‐12月‐テレビ東京開局55周年特別企画ドラマ「ハラスメントゲーム」(原作・脚本：井上由美子)プロデュース‐主演；唐沢寿明[33]
- 2018年10月‐テレビ東京開局55周年特別企画ドラマスペシャル「あまんじゃく　元外科医の殺し屋が医療の闇に挑む！」(原作：藤村いずみ)プロデュース‐主演；唐沢寿明[34]
- 2018年3月‐テレビ東京春の開局記念ドラマ「ミッドナイト・ジャーナル～消えた誘拐犯を追え！七年目の真実」(原作：本城雅人「ミッドナイト・ジャーナル」)プロデュース‐主演；竹野内豊[35]
- 2017年10月‐12月　金曜8時のドラマ「ユニバーサル広告社～あなたの人生、売り込みます！」(原作：荻原浩「花のさくら通り」)プロデュース‐主演；沢村一樹[36]
- 2017年10月 -ドラマスペシャル「巨悪は眠らせない 特捜検事の標的」(原作：真山仁「標的」)プロデュース-主演；玉木宏[37]
- 2017年4月 - テレビ東京 開局記念日 ドラマ特別企画「破獄 」(原作：吉村昭「破獄」)プロデュース-主演；ビートたけし[38]―ギャラクシー賞4月月間賞受賞[39]、国際ドラマフェスティバル東京ドラマアウォード単発部門グランプリ[40]　[41]、MIPCOM Buyers Award for Japanese Drama　グランプリ[42] [43]、JPPA(日本ポストプロダクション協会) AWARDS 2018　グレーディング部門受賞、第55回ギャラクシー賞テレビ部門受賞[44]
- 2016年12月 - テレビ東京六本木３丁目移転記念プロジェクト ヒューマンドラマスペシャル「ダメ父ちゃん、ヒーローになる!～崖っぷち!人情広告マン奮闘記」(原作：荻原浩「なかよし小鳩組」)プロデュース-主演；沢村一樹[45]
- 2016年10月 - テレビ東京六本木３丁目移転記念プロジェクト ドラマスペシャル「巨悪は眠らせない 特捜検事の逆襲」(原作：真山仁「売国」)プロデュース-主演；玉木宏[46]
- 2016年6月-NNNドキュメント'16「障害プラスα～自閉症スペクトラムと少年事件との間に～」演出―ギャラクシー賞奨励賞受賞-語り；柳楽優弥
- 2016年3月-BSジャパン ドキュメンタリー特別企画「仰天！世界の大家族 総勢198人のビッグファミリーに独身なでしこが密着！」企画
- 2016年1月-テレビ東京 「世界でお願い!あなたのおサイフ見せてください」企画
- 2015年9月-WOWOW ノンフィクションW「阪東妻三郎 発掘されたフィルムの謎～世界進出の夢と野望」プロデュース-語り；大森南朋
- 2015年3月-テレビ東京 ドキュメンタリー特別企画「世界！スゴすぎハンターの妻」プロデュース-司会；田中直樹、出演；奥山佳恵、ジャガー横田、ノッチ、浅田舞、おのののか
- 2015年3月-BSジャパン ドキュメンタリー特別企画「インドの仏 2500年の謎～仏教美術の源流に迫る」プロデュース・演出-出演；みうらじゅん、いとうせいこう[47]
- 2014年12月-NNNドキュメント'14「迷路の出口を求めてⅡ～ストーカー 最新治療70日間」演出―ギャラクシー賞奨励賞受賞-語り；渡辺いっけい
- 2014年11月-NNNドキュメント'14「迷路の出口を求めてⅠ～ストーカーの心の奥底をのぞく」演出―ギャラクシー賞奨励賞受賞-語り；渡辺いっけい
- 2014年8月-BSジャパン特別企画「世界遺産　シルクロードから薬師寺へ～1400年の時を越えて甦る幻の仮面劇」プロデュース
- 2014年7月 -ドキュメント特別企画　神木隆之介20歳の旅「ベトナム国境鉄道をゆく～世界一美しい絶景棚田を求めて」(BSジャパン)　プロデュース
- 2014年7月 -テレビ東京Crossroad「芸者　松乃家・栄太朗」演出
- 2014年3月 -テレビ東京開局50周年記念番組地球ドック「湖が消える！？アラル海」パート　演出
- 2014年3月 -テレビ東京Crossroad「鷹匠･大塚紀子」演出
- 2013年12月 -NNNドキュメント'13「あなたは、なぜやったのですか？～増え続ける高齢初犯」（日本テレビ）構成・演出
- 2013年8月 - 前田敦子 希少動物の大地 オーストラリアをゆく」(BSジャパン)
- 2013年5月 - BSジャパン ドキュメンタリーシリーズ企画「瑛太が挑む 世界最長の大河 ナイル〜幻の源流を求めて13,000kmの大紀行 第四集 ナイル最初の一滴 源流を求めて ウガンダの密林へ」プロデュース-ナイルの声；役所広司
- 2013年3月 - BSジャパン ドキュメンタリーシリーズ企画「瑛太が挑む 世界最長の大河 ナイル〜幻の源流を求めて 13,000kmの大紀行 第三集 ケニア 人類発祥の大地にナイルの源流を求めて」プロデュース-ナイルの声；役所広司
- 2013年2月 - NNNドキュメント'13「元連合赤軍兵士 40年目の証言」（日本テレビ）構成・編集・撮影・演出
- 2013年1月 - BSジャパン ドキュメンタリーシリーズ企画「瑛太が挑む 世界最長の大河 ナイル〜幻の源流を求めて 13,000kmの大紀行 第二集 エチオピア高原 青ナイルの源流を求めて」総合演出・プロデュース-ナイルの声；役所広司
- 2012年10月 - BSジャパン ドキュメンタリーシリーズ企画「相武紗季 アース・ダイアログ〜世界遺産からのメッセージ〜第二集 世界最大の滝イグアス」総合演出・プロデュース-語り；田村亮
- 2012年8月 - BSジャパン ドキュメンタリーシリーズ企画「瑛太が挑む 世界最長の大河 ナイル〜幻の源流を求めて 13,000kmの大紀行 第一集 古代文明のエジプトから灼熱の砂漠スーダン そして 青ナイルの源流 エチオピア高原へ」総合演出・プロデュース-ナイルの声；役所広司
- 2012年7月 - BSジャパン ドキュメンタリーシリーズ企画「相武紗季 アース・ダイアログ〜世界遺産からのメッセージ〜第一集 天空の都市マチュピチュ」総合演出・プロデュース-語り；田村亮
- 2011年3月 - 尾崎豊 20th メモリアル イヤーズ 特別企画 BSジャパン開局10周年記念番組ドラマ「風の少年〜尾崎豊 永遠の伝説〜」プロデュース (のちにテレビ東京にて二夜連続ゴールデンタイム放送)-主演；成宮寛貴
- 2011年3月 - 尾崎豊 20th メモリアル イヤーズ 特別企画 BSジャパン開局10周年記念番組ドキュメンタリー「放熱の彼方〜尾崎豊 知られざる伝説」総合演出・プロデュース (のちにテレビ東京にて二夜連続ゴールデンタイム放送)-ナビゲーター；GACKT、DAIGO 出演；つんく♂、須藤晃ほか 語り；上川隆也
- 2011年2月 - BSジャパン開局10周年記念番組「絶滅の森〜アマゾン最後の民 シクリン」構成・総合演出・プロデュース-語り；山﨑努
- 2010年9月 - テレビ東京開局45周年記念番組「役所広司が挑む 封印された三蔵法師の謎」総合演出・プロデュース-ナビゲーター；草彅剛 語り；松坂慶子
- 2010年4月 - テレビ東京特別番組「世界の動物わくわくドキドキ新発見！どうぶつここイチバン！」総合演出・プロデュース-司会；西田敏行、つるの剛士
- 2010年3月 - BSジャパンプレミアムドキュメント「封印された魔境セピック」構成・総合演出・プロデュース-語り；山﨑努
- 2009年9月 - テレビ東京ドキュメント特別企画「世界のウルトラ民族」プロデュース・総合演出
- 2008年9月 - テレビ東京開局45周年記念番組「速水もこみち 七つの海を越えたピラミッド〜ピラミッドのルーツは海底にあった！」プロデュース・総合演出-語り；渡辺いっけい
- 2008年3月 - モクスペ「世界ウルトラ・ハンター〜巨大野生獣VS地上最後の狩人」（日本テレビ）総合演出-ナビゲーター；劇団ひとり
- 2008年2月 - テレビ東京特別番組「リヤカーマンのでっかい地球！大冒険2〜アンデス山脈5000メートルを越える」プロデュース・総合演出-語り；竹中直人
- 2007年11月 - 21世紀冒険ロマンスペシャル「世界秘境列車の旅〜標高8000メートルのヒマラヤから世界最南端のパタゴニアまで」総合演出・プロデュース-出演；片岡鶴太郎、池上季実子、賀来千香子、佐藤江梨子、村上弘明
- 2007年3月 - ドキュメント特別企画「岡山発・小児医療最前線 難病の子どもたちを救え！〜新人看護師が見た命の現場〜」(テレビせとうち)構成・演出-語り；西田ひかる
- 2006年12月 - ドキュメント にっぽんの現場 三夜連続シリーズ企画 第一夜「起死回生 島の秋〜隠岐 牛にかける男たち」 (NHK総合放送)プロデュース・演出-語り；渡辺いっけい
- 2006年11月- テレビ東京特別番組「リヤカーマンのでっかい地球！大冒険〜アマゾン発！地球一周40000キロに挑む」プロデュース・総合演出-語り；竹中直人
- 2006年5月 - BSジャパンプレミアムドキュメント「ハイビジョンデジタルでよみがえる 黄金の都・バーミヤン〜三蔵法師が見た巨大仏」構成・演出
- 2006年3月 - 「世界遺産100〜バーミヤン」(NHK総合＆BS)取材&映像協力
- 2005年11月 - テレビ東京特別番組「世界初公開！謎の民カチン〜神秘の巨大密林に生きる」プロデュース・演出-出演；柄本佑
- 2005年8月 - ザ・ノンフィクション「谷中夕焼け人生劇場〜居酒屋ばあちゃんの戦後60年」（フジテレビ）演出-語り;池脇千鶴
- 2005年2月 - ドキュメント特別企画「柴俊夫・真野響子ファミリーが挑む 英雄伝説ナポレオンの道〜美食と絵画に隠された謎」演出-語り；片岡鶴太郎
- 2005年1月 - テレビせとうち開局20周年記念特別企画「ミャンマー発！日本人医師の国際貢献 ここに“いのち”あるかぎり〜難病のウィン君を救え！」(テレビせとうち) プロデュース・構成・演出-語り；宮崎美子
- 2004年11月 - アイデア対決・全国高等専門学校ロボットコンテスト 関東・甲信越大会2004(NHK総合)演出
- 2004年7月 - 仲間由紀恵が挑む 世紀の美女伝説スペシャル「悲劇の女王クレオパトラ2000年の謎」演出
- 2003年9月 - 21世紀ネイチャーロマン 中村雅俊の「絶滅動物がよみがえる！〜神秘のDNAプロジェクト」プロデュース・演出-出演；羽田美智子
- 2002年4月〜 -  「日経スペシャル ガイアの夜明け」の立ち上げを担当 その後、プロデュース・演出-初代ナビゲーター；役所広司
- 2002年3月 - キヤノンスペシャル 2002 地球の子供たち「ヒマラヤのちいさな瞳」プロデュース・演出-出演；髙嶋政宏、中村俊介、伊達公子
- 2001年9〜11月 -  ドキュメント特別企画「知られざる韓国をゆく(全8回シリーズ)」（BSジャパン)プロデュース・演出-語り；田村亮
- 2001年4〜7月 - 水曜ドラマ「女と愛とミステリー」のプロデュースを担当
- 2001年3月 - 浅田次郎ドラマ「天国までの百マイル」プロデュース補-主演；西田敏行
- 2001年1月 - 10時間ドラマ 新世紀ワイド時代劇「宮本武蔵」プロデュース補-主演；上川隆也
- 2000年3月 - 富士通スペシャル「奈良・飛鳥 世界遺産の謎」プロデュース-出演；内藤剛志
- 2001年1月 - ドキュメント特別企画「菅原文太の暴れ龍・揚子江」プロデュース・演出
- 1999年9月 - テレビ東京開局35周年記念番組「仲代達矢・海を渡りて ネシアの旅人〜もうひとつの海のシルクロード」プロデュース・演出-語り；役所広司
- 1999年9月 - ドキュメンタリー人間劇場「娘よ。〜大道芸・父娘ふたりっきり欧州放浪の旅」プロデュース・演出-語り；矢崎滋
- 1998年9月 - ドキュメント特別企画「田中邦衛の天空の大河ガンガー〜チベット・極寒の聖山カイラスに生きる」プロデュース・演出
- 1997年9月 - ドキュメント特別企画「ヒマラヤを越えた花嫁〜涙の別れ・生きる原点を求めて」プロデュース・演出-語り；萬田久子
- 1997年3月 - ドキュメント特別企画「藤竜也がゆく 命の北極圏〜白鯨たちの大いなる四季」プロデュース・演出-語り；野際陽子
- 1996年10月 -  野村宏伸 アジアをゆくシリーズ第二弾「赤道直下！インドネシアの密林シベルト島〜狩人の大家族と生きた30日間」プロデュース・演出-語り；藤田弓子
- 1996年9月 - ドキュメント特別企画「わたしやっぱりがんばる〜汗と涙の女性調教師ものがたり」(テレビせとうち)プロデュース・演出-語り；矢崎滋
- 1996年4月 - ドキュメント特別企画「密着！ロシアから来た妖精」演出
- 1996年3月 - ナショナルジオグラフィック共同制作スペシャル・ドキュメント「大自然の名優たち〜知られざる七つの動物ものがたり」プロデュース・演出-語り；古谷一行
- 1996年1月 - ドキュメント特別企画「バリに生きる〜その命の源」プロデュース・演出-出演；都留教博
- 1995年11月 -  テレビせとうち開局10周年記念番組「ヒマラヤが燃えた夏・少女が見ていた大いなる祭」プロデュース・演出―ギャラクシー賞選奨受賞-語り；矢崎滋
- 1995年9月 - 野村宏伸 アジアをゆくシリーズ第一弾「灼熱のベトナム国境地帯〜野村宏伸・幻の民族と生きる」プロデュース・演出-語り；藤田弓子
- 1995年3月 - ドキュメント特別企画 世界バスの旅「若林豪親子・秘境カラコルム街道へ〜1200キロに挑む親子の絆」プロデュース・演出-語り；橋爪功
- 1994年9月 - テレビ東京開局30周年記念番組 - 田村亮がゆくシリーズ第三弾「南米ボリビア・ペルー インカの大地に幻の民を追う〜アマゾンの密林からアンデスの高地まで」プロデュース・演出
- 1994年2月 - テレビ東京開局30周年記念番組 - 日本人の源流シリーズ第五弾「秘境ヒマラヤ・精霊と生きる家族たち〜心の故郷・幻のナガランド」プロデュース・演出―ギャラクシー賞奨励賞受賞-語り；古谷一行
- 1993年9月 - 田村亮がゆくシリーズ第二弾「最後のアフリカ 神秘の島・マダガスカル〜民族の心の歌を聴け」プロデュース・演出
- 1993年7月 - 日本人の源流シリーズ第四弾「ヒマラヤ最東端・秘境に生きる女たち〜遥かなるムーリ高地」プロデュース・演出-語り；古谷一行
- 1993年3月 - 日本人の源流シリーズ第三弾「ヒマラヤ天空の秘境・ラダック」構成・プロデュース・演出-語り；古谷一行
- 1992年9月 - 田村亮がゆくシリーズ第一弾「世界最南端の秘境 南米・冬のパタゴニア」プロデュース・演出
- 1992年4月 - 日本人の源流シリーズ第二弾「ヒマラヤの秘境・ブータン王国」プロデュース・演出-語り；古谷一行
- 1991年9月 - TXNネットワーク縦貫記念企画 日本人の源流シリーズ第一弾「雲上の秘境・チベット」ディレクション-語り；原田芳雄
- 1990年11月 - ドキュメンタリー「スペシャル90」特別企画「華麗なる世界の王室」ディレクション
- 1990年7月 - ドキュメンタリー「スペシャル90」「謎と不思議の国・タイランド〜山田長政は二人いた！？」ディレクション-出演；渡辺裕之

## 映像作品
- DVD「風の少年〜尾崎豊 永遠の伝説」‐プロデュース(ソニーピクチャーズ 2011/9)
- DVD「世界秘境全集 第二集 (全6巻)」[48]‐構成・演出・プロデュース(よしもとR&C 2009/12)
  1. インドネシア密林の秘境 シベルト島
  2. ヒマラヤ最後の秘境 ブータン王国
  3. インドシナ半島の秘境 ベトナム国境地帯
  4. アフリカ絶海の秘境 マダガスカル
  5. 世界最難所の秘境 アジアハイウェイ
  6. 世界最南端の秘境 南米パタゴニア
- DVD「世界秘境全集 第一集 (全6巻)」[49]‐構成・演出・プロデュース(よしもとR&C 2008/12)
  1. ヒマラヤ天空の秘境 ラダック
  2. 中国生々流転の秘境 暴れ龍・揚子江
  3. ヒマラヤ最東端の秘境 ムーリ高地
  4. チベット最深部の秘境 聖山カイラス
  5. インド最深部の秘境 精霊の大地ナガランド
  6. 南米大陸最後の秘境 大アマゾンからアンデスへ
- DVD「ハイビジョンデジタルでよみがえる 黄金の都・バーミヤン〜三蔵法師が見た巨大仏」‐構成・演出(ジェネオンエンタテイメント 2006/6)
- 「日本人の源流シリーズⅠ～Ⅳ」‐構成・演出・プロデュース(ハピネット・ピクチャーズ 1994/8)
- 「雲上の秘境・チベット VOL.1＆VOL.2」-ディレクション(EMIミュージック・ジャパン 1992/2)

## 舞台・イベント
- 2019年12月 -芝公園 アートスペース ブランコ落成記念公演「ギリシャ神話の調べ2019」作・演出-KNOB（奏で・響き）、倉田あみ(語り・身体表現)」[50]
- 2014年5月 - STB139スイートベイジル 特別企画「古事記の調べ2014」作・演出
- 2013年11月 - 平成25年度文化庁芸術祭参加作品　文京区シビックホール 特別企画「古事記の調べ2013」作・演出
- 2013年11月 - 平成25年度文化庁芸術祭参加作品　STB139スイートベイジル 特別企画「古事記の調べ2013」作・演出
- 2013年5月 - STB139スイートベイジル 特別企画「古事記の調べ2013」作・演出
- 2007年2月 - STB139スイートベイジル 特別企画「民話の調べ2012」作・演出[51]
- 2009年7月 - テレビ東京開局45周年記念イベント「恐竜2009〜砂漠の奇蹟」展示映像演出
- 2007年2月 - STB139スイートベイジル 特別企画「民話の調べ2007」作・演出
- 2005年5月 - STB139スイートベイジル 特別企画「民話の調べ2005」作・演出
- 2005年3月 - 夢・地球博(愛知万博)国連館「よみがえる巨大仏〜バーミヤン」(NHKとの共同制作)出展作品構成・演出

## 著書

### 単著
- 『チベット聖なる七つの智慧』大和出版、1999年6月。ISBN 9784804760674。
- 『秘境に学ぶ幸せのかたち』講談社、2010年8月 ISBN 9784062164023。
- 『弱者の勝利学 不利な条件を強みに変える‟テレ東流"逆転発想の秘密』方丈社、2022年8月。ISBN 978-4908925948。
- 『混沌時代の新・テレビ論』ポプラ社＜ポプラ新書＞、2024年1月。ISBN 978-4591180297。

### 共著
- テレビ東京編『海を越えた縄文人―日本列島から太平洋ルートで南米まで1万6000キロの壮大な旅』祥伝社、1999年9月。ISBN 978-4396610890。
- テレビ東京編『封印された三蔵法師の謎』日本経済新聞出版社＜日経ビジネス人文庫＞、 2010年9月。ISBN 978-4532195502。
- NNNドキュメント取材班『高齢初犯～あなたが突然、犯罪者になる日』ポプラ社＜ポプラ新書＞、2014年9月。ISBN 9784591141632。
- 田淵俊彦、NNNドキュメント取材班『ストーカー加害者　私から、逃げてください』河出書房新社、2016年3月。ISBN 978-4309024547。
- 田淵俊彦、NNNドキュメント取材班『発達障害と少年犯罪』新潮社＜新潮新書＞、2018年5月。ISBN 978-4106107665。

## 学術論文
- 「かくれキリシタンの実像を照射する－51年ぶりに復原された洗礼儀式の初映像化を通して－」‐単著(『桜美林大学研究紀要 人文学研究』第4号，pp.133-149 2024/3)
- 「配信時代における放送局の生き残り戦略に関する考察―テレビ東京を実例として―」-単著(芸術科学会論文誌 Vol.21,N0.3,pp.157-173 2022/9)
- 「戦間期の映画プロデューサーに関する考察　発掘された阪妻のフィルムをきっかけに」-単著(宝塚大学紀要『ARTES』N0.35,pp.23-46 2022/3)
- 「「ポスト牛山純一」時代における紀行ドキュメンタリーの考察－〈テレビ制作者研究〉という視点から－」-単著(相模女子大学紀要『相模女子大学紀要』N0.85,pp.35-48 2022/3)
- 「渋沢敬三の民俗学におけるマテリアルカルチャー論の再考―映像人類学の社会的意義と役割」-単著(文教大学国際学部紀要第32巻第１号,pp.51-74 2021/7)
- 「映像人類学からのアプローチによる「ジェンダーと開発」論の再考」-単著(宝塚大学紀要『ARTES』N0.34,pp.27-50 2021/3)
- 「一妻多夫婚(ポリアンドリー)の選択理由　その環境的、経済的及び宗教的視点からの考察―ネパール北西部フムラでの参与観察を通して―」-単著(文教大学国際学部紀要第31巻第１号,pp.45-66 2020/7)
- 「『表現の自由』の不自由性―メディアアートと世論・テロリズム・政治」-単著(宝塚大学紀要『ARTES』N0.33,pp.47-63 2020/3)
- 「テレビというメディアテクノロジーによる『社会問題解決』の模索―ドラマとドキュメンタリー 2つのテキストスタイルでの実証」-単著(相模女子大学紀要『相模女子大学紀要』N0.83,pp.1-14 2020/3)
- 「今、ドラマの現場で何が起きているのか～ドラマにおける『ノンフィクション性』の許容と問題点」-単著(日本映像学会会報『IMAGE ARTS AND SCIENCES』N0.183,2018,pp.37 2018/9)
- 「今、ドラマの現場で何が起きているのか～ドラマにおける『ノンフィクション性』の許容と問題点」-単著(宝塚大学紀要『ARTES』N0.31,pp.47-62 2018/4)
- 「コンプライアンス時代における一般人報道の手法 その課題と考察―ストーカー加害者への取材を通して―」-単著(宝塚大学紀要『ARTES』N0.30,pp.33-46 2017/4)
- 「グローバルメディア時代のコンテンツビジネス―テレビ現場からの報告―」-単著(宝塚大学紀要『ARTES』N0.29,pp.41-49 2016/4)

## 評論
- 「加害者本人インタビュー 私はなぜ『ストーカー』と化したのか」‐単著(『新潮４５』新潮社,pp.36-43 2016/10)
- 「高齢ストーカー…仕事一筋、真面目人間が陥るワナ」‐単著(『深読みチャンネル』読売オンライン 2016/5/27)

## 賞歴
- 2021年10月‐テレビ東京新春ドラマスペシャル「人生最高の贈りもの」(プロデュース) 国際ドラマフェスティバル2021 東京ドラマアウォード単発部門優秀賞受賞[52]
- 2021年7月‐テレビ東京新春ドラマスペシャル「人生最高の贈りもの」(プロデュース) 放送人の会グランプリ２０２１(第20回)　グランプリ優秀賞受賞[53]
- 2020年10月‐テレビ東京開局55周年特別企画ドラマ「ハラスメントゲーム」(プロデュース) MIPCOM Buyers Award for Japanese Drama2020 グランプリ受賞[54]
- 2018年5月 -テレビ東京開局記念日 ドラマ特別企画「破獄」(プロデュース) 第55回ギャラクシー賞テレビ部門選奨受賞[55]
- 2017年10月-テレビ東京開局記念日 ドラマ特別企画「破獄」(プロデュース) MIPCOM Buyers Award for Japanese Drama2017 グランプリ受賞[56]
- 2017年10月-テレビ東京開局記念日 ドラマ特別企画「破獄」(プロデュース) 国際ドラマフェスティバル2017 東京ドラマアウォード単発部門グランプリ受賞[57]
- 2017年4月-日本テレビ報道番組 NNNドキュメント'16『障害プラスα 自閉症スペクトラムと少年事件との間に』(取材・ディレクション) 第54回ギャラクシー賞テレビ部門奨励賞受賞
- 2015年4月-日本テレビ報道番組 NNNドキュメント'14 『迷路の出口を探してⅠ ストーカーの心の奥底を覗く』『迷路の出口を探してⅡ ストーカー 最新治療70日間』(取材・ディレクション) 第52回ギャラクシー賞テレビ部門奨励賞受賞
- 1995年4月-テレビ東京ドキュメンタリー『ヒマラヤが燃えた夏 少女が見ていた大いなる祭』(演出・プロデュース) 第33回ギャラクシー賞テレビ部門選奨受賞
- 1994年4月-テレビ東京ドキュメンタリー『秘境ヒマラヤ・精霊と生きる家族たち』(演出・プロデュース)  第31回ギャラクシー賞奨励賞受賞

## 注・出典
1. ↑  【Vol.20】社会に何を問いかけるか？目指すは「三方よし」の映像づくり（AERA dot.）
2. ↑  “著者ページの略歴から抜粋”.   Amazon.co.jp (2010年8月20日). 2013年8月10日閲覧。
3. ↑  チャンちゃん (2008年3月26日). “書いとかないと忘れちゃうから「読書記録」から”. 2013年8月10日閲覧。」
4. ↑  放送ライブラリー. “放送ライブラリー　検索結果”. 2021年9月22日閲覧。
5. ↑  東京工科大学 (2010年5月20日). “Theory of Mass Media マスメディアの現場と理論　これまでの講師紹介を参照”. 2013年8月10日閲覧。
6. ↑  ポプラ社. “本を探す　社会問題”. 2019年6月3日閲覧。
7. ↑  日本テレビ. “お知らせ　「迷路の出口を探してⅠ・Ⅱ」ギャラクシー月間賞受賞!!”. 2019年6月3日閲覧。
8. ↑  河出書房新社. “ノンフィクション　単行本”. 2019年6月3日閲覧。
9. ↑  日本テレビ. “NNNドキュメント19　過去の放送一覧”. 2019年6月3日閲覧。
10. ↑  日本映像学会. “日本映像学会　18.映像人類学研究所　検索結果”. 2021年9月22日閲覧。
11. ↑  著書『チベット聖なる七つの智慧』[要ページ番号]より
12. ↑  著書『チベット聖なる七つの智慧』[要ページ番号]「秘境に学ぶ幸せのかたち」[要ページ番号]より
13. ↑  東京工科大学 (2010年5月20日). “Theory of Mass Media マスメディアの現場と理論　授業ページ”. 2013年8月10日閲覧。
14. ↑  片岡鶴太郎 (2007年12月27日). “片岡鶴太郎日記「綿の湯」”. 2013年8月10日閲覧。
15. ↑  ツルノリヒロ (2012年3月15日). “ツルノリヒロの生活と推理”. 2013年8月10日閲覧。
16. ↑  著書『秘境に学ぶ幸せのかたち』[要ページ番号]より
17. ↑  役所広司は、テレビ東京開局35周年記念番組『ネシアの旅人』（主演：仲代達矢）で語りを担当。その後、『ガイアの夜明け』でナビゲーター。『テレビ東京開局45周年記念番組 封印された三蔵法師の謎～シルクロード30,000キロに挑んだ男～』では旅人。『瑛太が挑む世界最長の大河 ナイル』では“ナイルの声”を担当。
18. ↑  goo (2011年2月16日). “＜役所広司＞「高山病で 倒れたら面白いかな」・・・シルクロード3万キロの過酷な取材を激白”. 2013年8月10日閲覧。
19. ↑  uoo (2011年8月26日). “書籍推薦文集を参照・・・「世界79ヵ国の秘境を駆け巡り人間の清も濁も映し出す田淵さんは“不死身”のドキュメンタリー作家だ！」”. 2013年8月10日閲覧。
20. ↑  KNOB (2008年12月4日). “日々の感動「嬉しい再会」田淵俊彦さんと久しぶりに・・・”. 2013年8月10日閲覧。
21. ↑  I
AM (2013年4月24日). “古事記の調べ、満員御礼！ありがとうございます。”. 2013年8月10日閲覧。
22. ↑  岡山医療センター (2007年8月). “ザ･ジャーナルから抜粋”. 2014年8月15日閲覧。
23. ↑  “ドラマ8「弁護士ソドム」”. テレビ東京. 2023年3月6日閲覧。
24. ↑  “ペルソナの密告 3つの顔をもつ容疑者”. テレビ東京. 2023年3月6日閲覧。
25. ↑  “もうひとりの渋沢”. NHK. 2023年3月6日閲覧。
26. ↑  “新春ドラマスペシャル 優しい音楽”. テレビ東京. 2021年12月4日閲覧。
27. ↑  “月曜プレミア８：テレビ東京”. テレビ東京. 2021年12月4日閲覧。
28. ↑  “新春ドラマスペシャル 人生最高の贈りもの：テレビ東京”. テレビ東京. 2021年12月4日閲覧。
29. ↑  “[tv-tokyo.co.jp/premiere8_drama/lineup/200504// 月曜プレミア８：テレビ東京]”. テレビ東京. 2020年7月5日閲覧。
30. ↑  “ドラマスペシャル「あまんじゃく 元外科医の殺し屋 最後の闘い」：テレビ東京”. テレビ東京. 2020年4月8日閲覧。
31. ↑  “[https://www.tv-tokyo.co.jp/harassmentgame/
// ドラマスペシャル「ハラスメントゲーム」：テレビ東京]”. テレビ東京. 2020年2月10日閲覧。
32. ↑  “テレビ東京開局55周年特別企画 ドラマスペシャル 山崎豊子原作「二つの祖国」：テレビ東京”. テレビ東京. 2020年4月8日閲覧。
33. ↑  “テレビ東京開局５５周年特別企画ドラマ「ハラスメントゲーム」：テレビ東京”. テレビ東京. 2018年12月9日閲覧。
34. ↑  “テレビ東京開局５５周年特別企画ドラマスペシャル「あまんじゃく 元外科医の殺し屋が医療の闇に挑む！」：テレビ東京”. テレビ東京. 2018年8月30日閲覧。
35. ↑  “【テレビ東京 春の開局記念ドラマ】ミッドナイト・ジャーナル　消えた誘拐犯を追え！七年目の真実 ：テレビ東京”. テレビ東京. 2018年5月6日閲覧。
36. ↑  『ユニバーサル広告社～あなたの人生、売り込みます!～』。2018年5月6日閲覧。
37. ↑  “ドラマ特別企画「巨悪は眠らせない　特捜検事の標的」：テレビ東京”. テレビ東京. 2018年5月6日閲覧。
38. ↑  “テレビ東京開局記念日ドラマ特別企画　破獄”. テレビ東京HP. (2017年3月3日) 2017年3月18日閲覧。
39. ↑  houkon (2017年5月22日). “2017年4月度月間賞”. 2017年6月5日時点のオリジナルよりアーカイブ。2017年5月30日閲覧。
40. ↑  “世界に見せたい日本のドラマ 「東京ドラマアウォード 2017」発表”. (2017年10月27日) 2017年10月30日閲覧。 {{cite news}}: 不明な引数|1=が空白で指定されています。 (説明)⚠
41. ↑  . (2017年10月27日). https://gunosy.com/articles/R38Ra=山田孝之、“最強の脱獄犯”演じたドラマが受賞 野田聖子総務大臣がトロフィー授与＜東京ドラマアウォード2017＞ 2017年10月30日閲覧。 {{cite news}}: |title=は必須です。 (説明); |url=の値が不正です。 (説明)⚠⚠⚠
42. ↑  “ビートたけし主演ドラマ、仏カンヌ「MIPCOM 2017」でグランプリ受賞”. (2017年10月22日) 2017年10月22日閲覧。 {{cite news}}: 不明な引数|1=が空白で指定されています。 (説明)⚠
43. ↑  “テレビ東京　『破獄』 が 「ＭＩＰＣＯＭ　ＢＵＹＥＲＳ' ＡＷＡＲＤ for Japanese Drama」 グランプリを受賞！”. (2017年10月20日) 2017年10月20日閲覧。 {{cite news}}: 不明な引数|1=が空白で指定されています。 (説明)⚠
44. ↑  “第 55 回ギャラクシー賞 プレスリリース”.   ＮＰＯ放送批評懇談会. 2018年4月27日閲覧。
45. ↑  “広末涼子、沢村一樹と15年ぶり共演「まさかの元妻役、光栄でした」”. ORICON STYLE. (2016年11月14日) 2016年11月14日閲覧。
46. ↑  “ドラマスペシャル「巨悪は眠らせない 特捜検事の逆襲 」：テレビ東京”. テレビ東京. 2018年5月6日閲覧。
47. ↑  sankei (2015年3月15日). “どこかセクシー…インドの仏像と「妖怪ウォッチ」の共通点とは”. 2015年4月11日閲覧。
48. ↑  “購入ページの「商品の説明」欄内「内容紹介」から抜粋”.   Amazon.co.jp (2008年12月24日). 2013年8月10日閲覧。
49. ↑  “購入ページの「商品の説明」欄内「内容紹介」から抜粋”.   Amazon.co.jp (2008年12月24日). 2013年8月10日閲覧。
50. ↑  interfm. “なぜ今、ギリシャ神話なのか？”. 2020年7月5日閲覧。
51. ↑  STB139 (2012年5月23日). “公演スケジュール　田村亮 朗読の部屋～MODEAの音楽にのせて～”. 2013年8月10日閲覧。
52. ↑  国際ドラマフェスティバル in TOKYO 実行委員会. “東京ドラマアウォード”. 2021年12月4日閲覧。
53. ↑  一般社団法人放送人の会. “放送人グランプリ2021（第20回）”. 2021年9月22日閲覧。
54. ↑  国際ドラマフェスティバル in TOKYO 実行委員会. ““MIPCOM BUYERS’AWARD for Japanese Drama”テレビ東京『ハラスメントゲーム 』がグランプリ受賞！”. 2021年9月22日閲覧。
55. ↑  ＮＰＯ放送批評懇談会. “＜速報＞第 55 回ギャラクシー賞入賞作品決定”. 2021年9月22日閲覧。
56. ↑  国際ドラマフェスティバル in TOKYO 実行委員会. ““MIPCOM BUYERS’AWARD for Japanese Drama”テレビ東京『破獄 』がグランプリ受賞！”. 2021年9月22日閲覧。
57. ↑  テレビ東京. ““テレ東リリ速 『破獄』『バイプレイヤーズ』が東京ドラマアウォード2017作品賞受賞！”. 2021年9月22日閲覧。